# Mordellistena coelioxys
Mordellistena coelioxys is een keversoort uit de familie spartelkevers (Mordellidae). De wetenschappelijke naam van de soort is voor het eerst geldig gepubliceerd in 1917 door Lea.